# Clodion (Bildhauer)

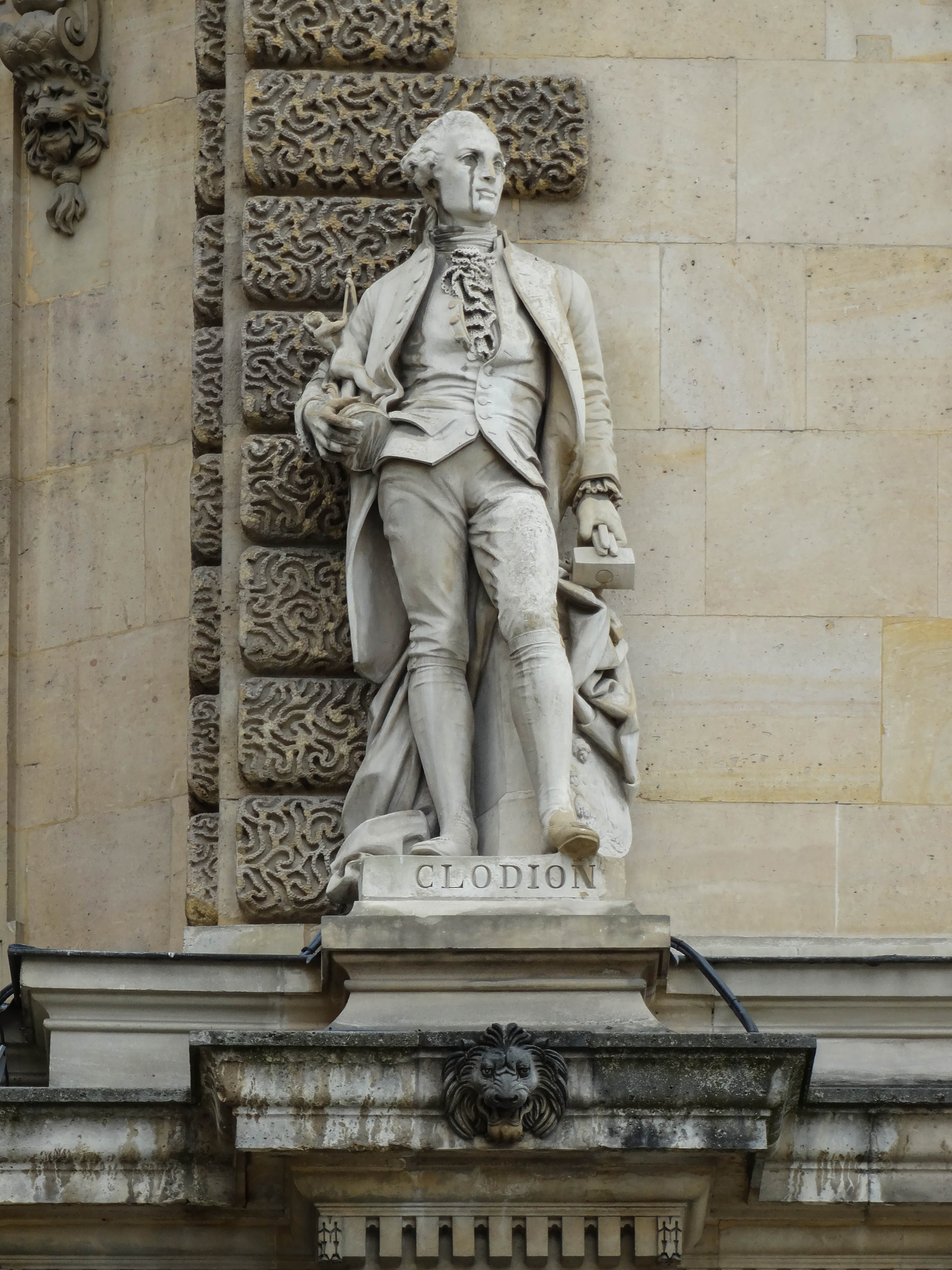
Clodion Statue
von Vital Gabriel Dubray

Clodion, eigentlich Claude Michel (geboren am 20. Dezember 1738 in Nancy; gestorben am 28. März 1814 in Paris), war ein französischer Bildhauer.

## Familie
Michel war ein Sohn des Thomas Michel († vor dem 15. Mai 1751 in Berlin) und dessen Frau Anne (geborene Adam). Die Eltern hatten zum Zeitpunkt seiner Geburt bereits sechs Söhne und drei Töchter, und das, obwohl sie erst seit dem 13. Oktober 1725 verheiratet waren.
- Sigisbert-Martial Michel, auch als Lambert-Sigisbert Michel bekannt (* 13. Januar 1727)
- Sigisbert François Michel (* 24. September 1728; † 21. Mai 1811) wurde Bildhauer und war sechs Jahre lang im Dienst des Königs von Preußen in Berlin tätig.[2]
- Claude-François Michel (* 22. November 1729)
- Laurent Michel (* 18. Februar 1731)
- Anne-Sébastienne Michel (* 29. Juni 1732)
- Nicolas Michel (* 17. November 1733)
- Anne-Françoise Michel (* 13. Dezember 1734)
- Barbe Michel (* 7. Mai 1736)
- Pierre-Joseph Michel (* 2. November 1737–1812), wurde Bildhauer

Clodions Großeltern waren der Kaufmann Claude Michel und dessen Frau Jeanne (geborene Erdelaumer) und der Bildhauer Jacob-Sigisbert Adam und dessen Frau Sébastienne (geborene Léal).

## Leben
Der Bildhauer arbeitete unter dem Pseudonym „Clodion“ und gilt als ein wichtiger Vertreter der französischen Plastik des Louis-seize. Im Alter von 17 Jahren kam er nach Paris, um im Atelier seines Onkels Lambert-Sigisbert Adam eine Ausbildung zu absolvieren. Nach dessen Tod im Jahr 1759 wurde er ein Schüler des Bildhauers Jean-Baptiste Pigalle. Noch im selben Jahr wurde er von der Acadérnie Royale mit dem Grand prix de sculpture ausgezeichnet und trat in die École royale des élèves protégés ein. Von 1762 bis 1771 weilte er in Rom und fertigte kleinere Plastiken wie Vasen, Statuetten und Basreliefs aber auch Kopien nach antiken Vorbildern. Er arbeitete in Rom unter anderem für den Herzog de La Rochefoucauld und für Katharina die Große, die vergeblich versuchte ihn zu einem Umzug nach Russland zu bewegen. Clodion kehrte stattdessen im April 1771 nach Paris zurück. Sein Ruf als bedeutender Bildhauer war ihm bereits vorausgeeilt. Am  29. Mai 1773 wurde er durch seine Statue eines Jupiter, der Blitze schleudert, zum „Agréé der Pariser Akademie“. Am Ende dieses Jahres reiste er nach Carrara, um dort Marmor zu kaufen. 1779 führte er seinen ersten Auftrag für den König aus. Dies war eine Marmorstatue Montesquieus, die später in das Palais des Instituts in Paris kam. Am 26. Februar 1781 heiratete er Catherine-Flore (1764–1841), eine Tochter des Bildhauers Augustin Pajou, von der er sich jedoch im Jahr 1794 wieder scheiden ließ. Er hatte auch eine Tochter Marguerite Augustine, die sich später seinem Schüler dem Bildhauer Joseph Charles Marin anschloss.
Neben offiziellen Aufträgen fertigte Clodion Skulpturen für Privatsammler, darunter zahlreiche Faune, Nymphen, Satyrn, Putten und grazile Mädchen, sowie edle Vasen, Uhren, Armleuchter und Kandelaber. Er arbeitete bevorzugt in Marmor und Terrakotta. Die große Nachfrage nach den plastischen Werken von Claude Michel gen. Clodion veranlasste diesen auch, manche Kompositionen gleich mehrfach auszuführen. Seine erfolgreiche Tätigkeit wurde durch den Beginn der Revolution unterbrochen und er zog sich 1795 für einige Zeit nach Nancy zurück. Als er 1798 wieder nach Paris kam, passte er sich dem modernen Stil an, konnte jedoch nicht mehr an den vorherigen Erfolg anknüpfen.

## Werke (Auswahl)
- 1783: Statue des Montesquieu
- 1783: Die Amorettenhändlerin (Relief)
- Bacchantengruppen (ehemals im Besitz des Barons Edmond de Rothschild in Paris)
- Bacchantin mit einem kleinen Satyr
- Modell eines Montgolfier Denkmals zum ersten gelungenen Start eines bemannten Heißluftballons
- 1801: Szene aus der Sintflut (ein Vater trägt seinen erschöpften Sohn, das tote Weib liegt zu seinen Füßen)
- Herkules in der Ruhe
- Büste Tronchets
- Statuette einer Vestalin
- Vase mit einem Bacchanal, Vase mit dem Relief eines Opfers an den Gott Pan
- Jupiter der den Blitzstrahl schleudert
- Der Triumph der Galatea (Relief)
- Grabdenkmal für die Gräfin d’Orsay
- 1810: Schmetterlingsfängerin
- Relief mit dem Einzug der Franzosen in Münchan für den Arc de Triomphe du Carrousel

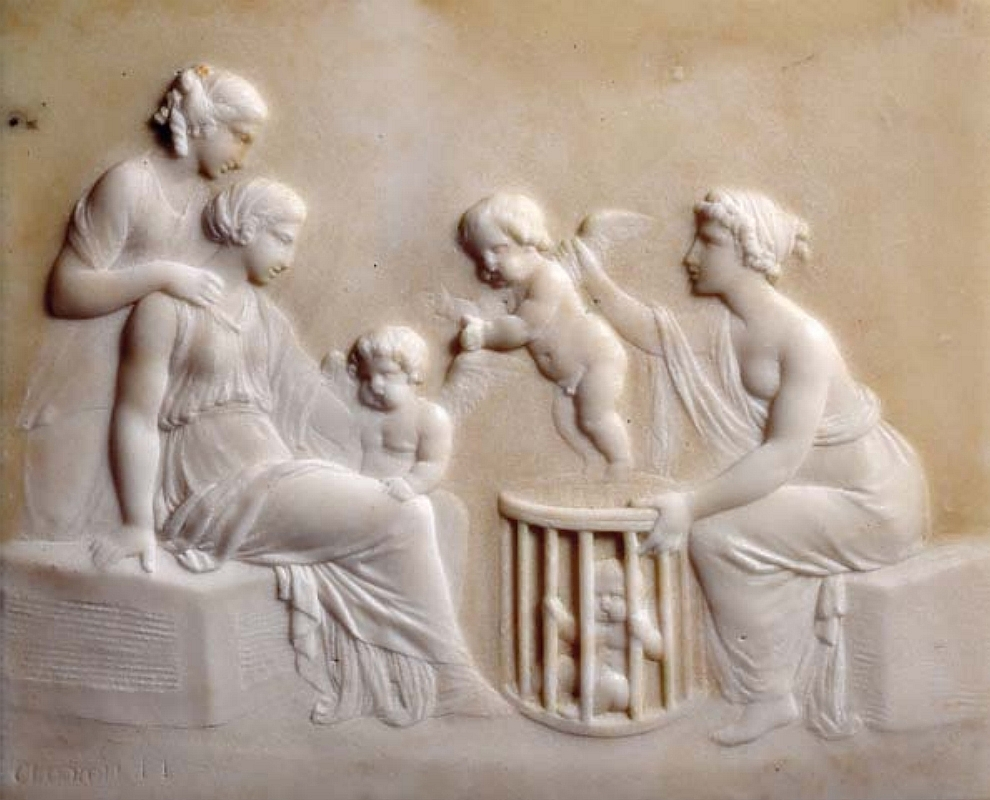
Die Amorettenhändlerin 1783
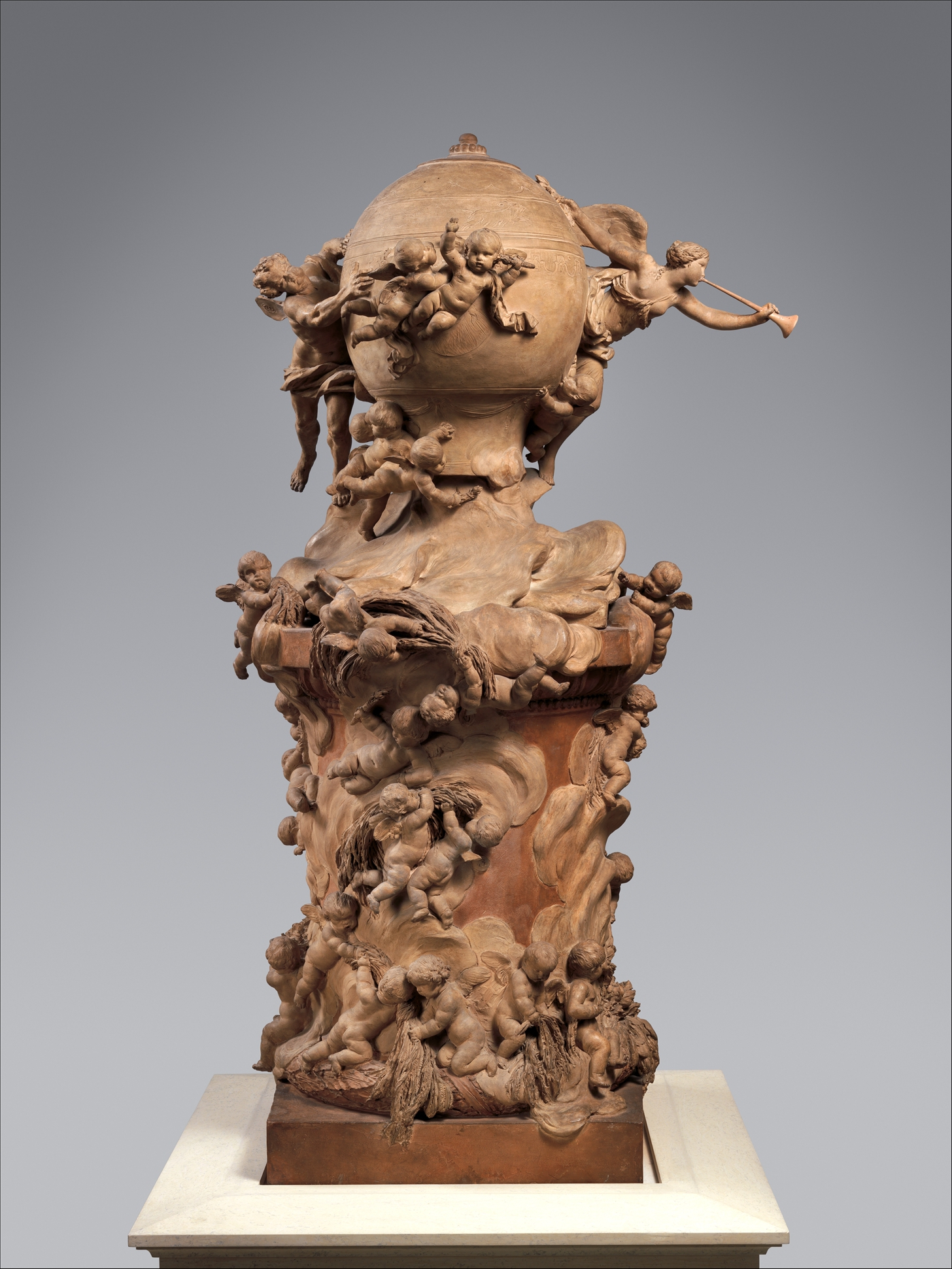
Modell eines Montgolfier Denkmals
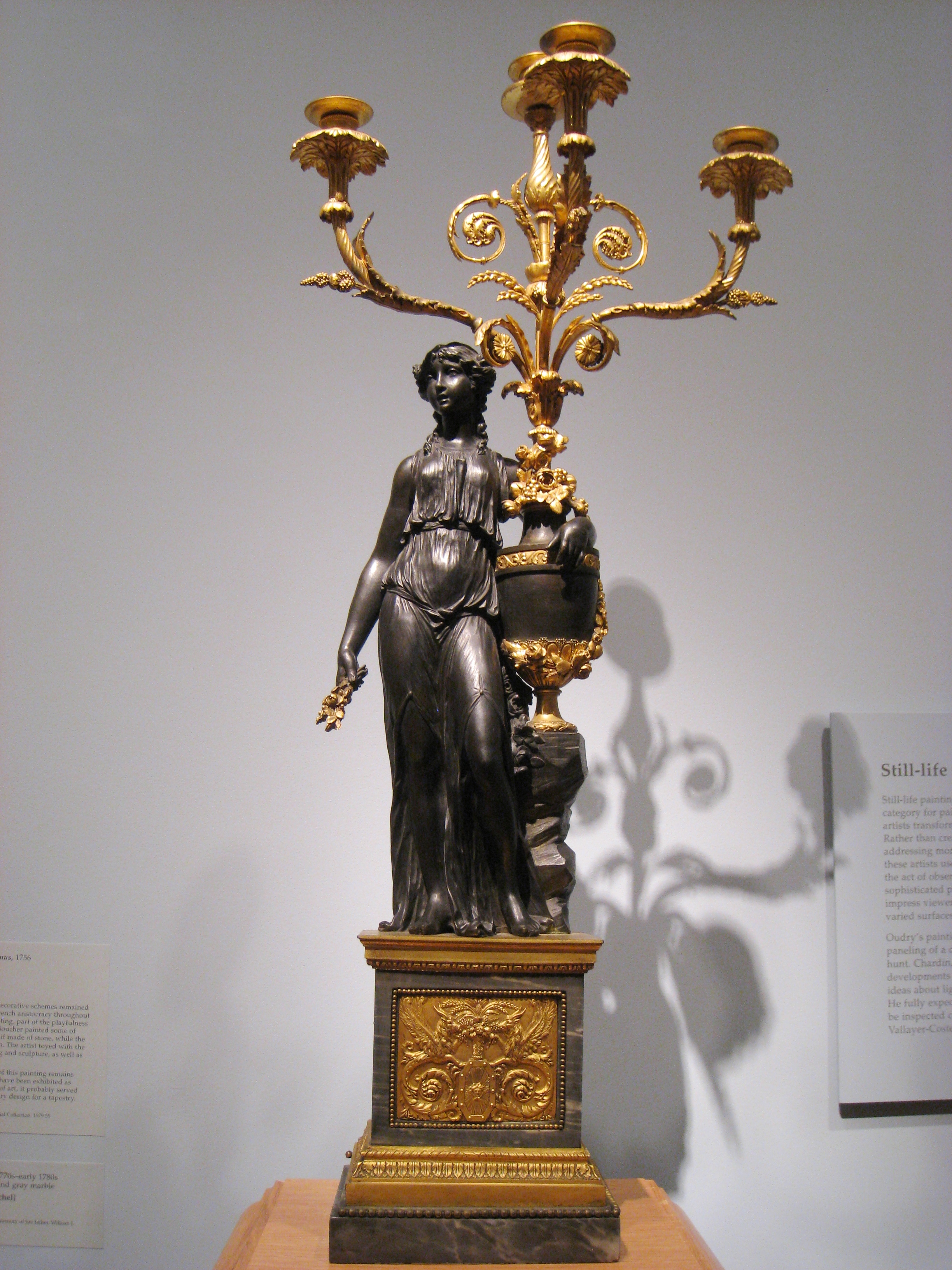
Kandelaber
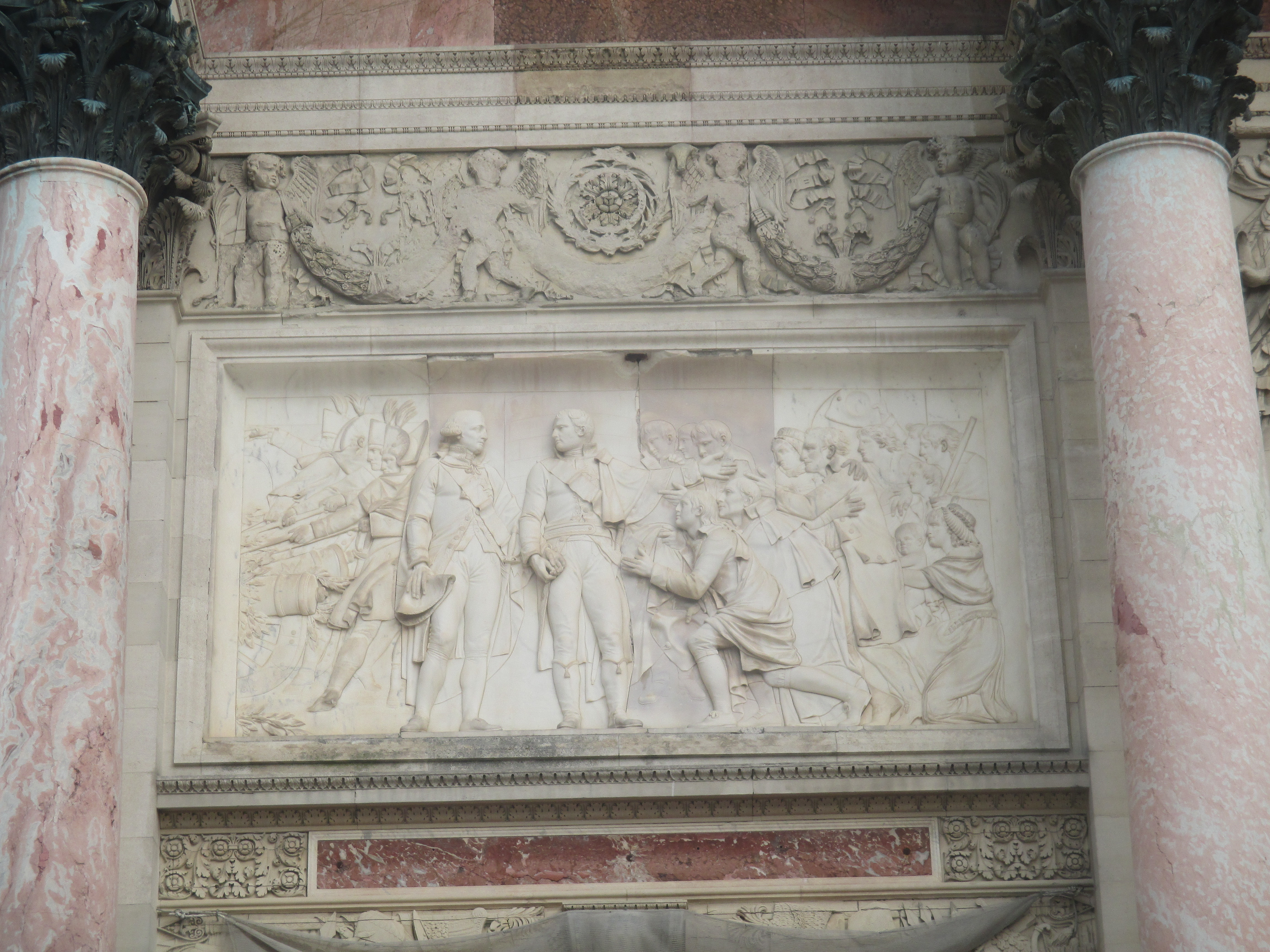
Relief am Arc de Triomphe Carrousel
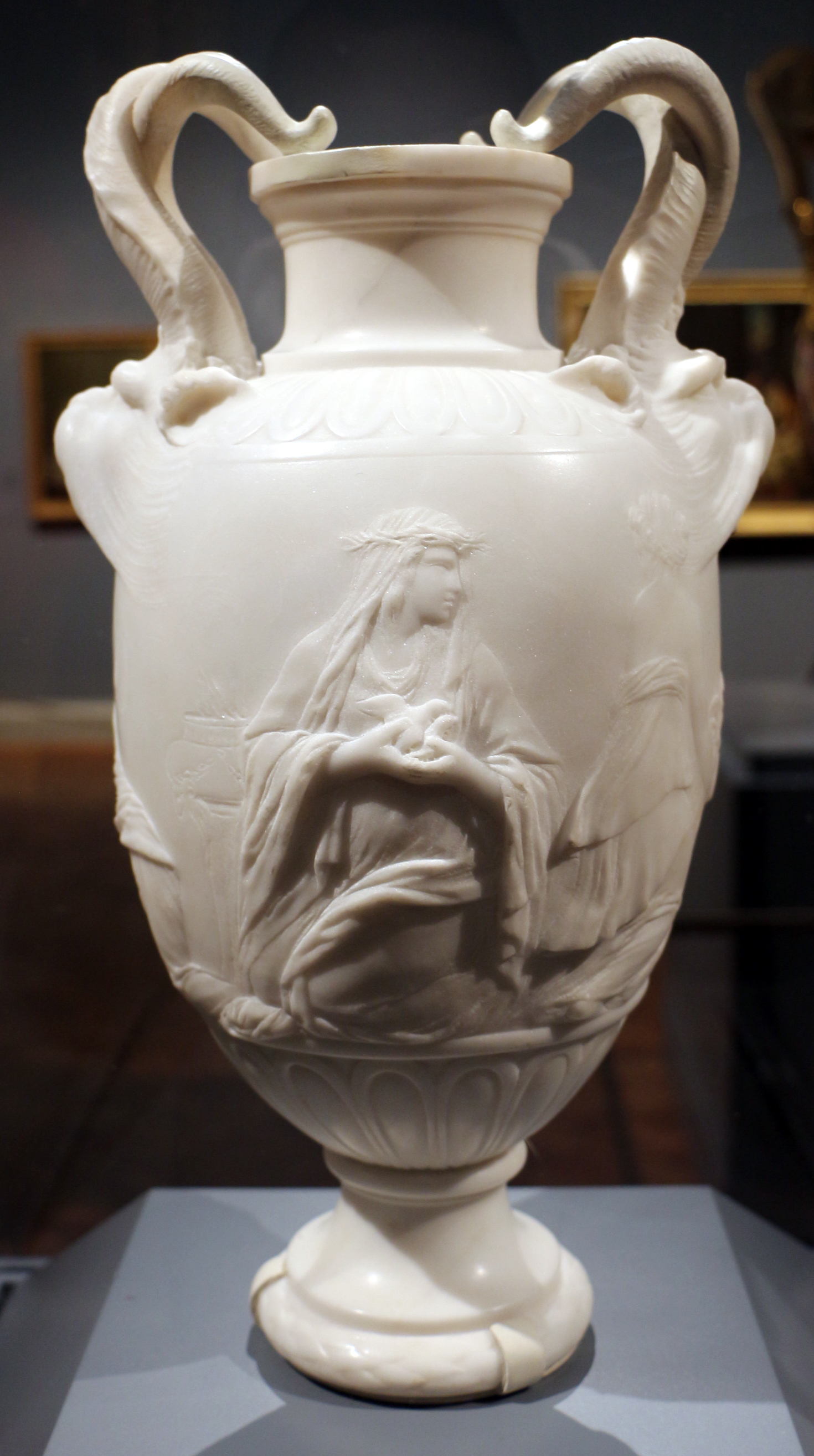
Vase 1766
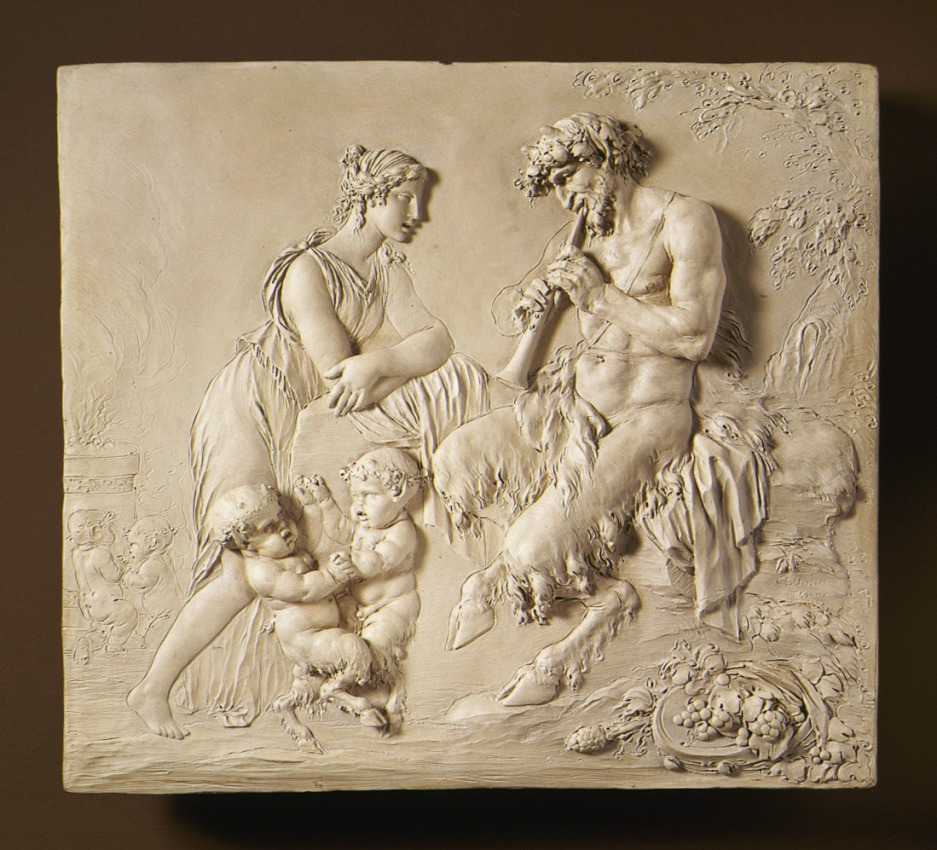
Bacchische Szene